# Mont-Apica
Pour les articles homonymes, voir Apica.
Ne doit pas être confondu avec la montagne Mont Apica
Mont-Apica est un territoire non organisé situé dans la municipalité régionale de comté de Lac-Saint-Jean-Est, dans la région administrative du Saguenay–Lac-Saint-Jean, au Québec. C'est également le nom de la montagne en son centre, de la base militaire désaffectée qu'on y retrouvait et du radar météorologique canadien qui s'y trouve depuis février 2023. 

## Géographie
Située dans la Réserve faunique des Laurentides à 150 km au nord de la ville de Québec, elle se trouve le long de la route 169 en direction du Lac Saint-Jean, à quelques kilomètres de l’embranchement avec route 175 qui va jusqu’à Saguenay. La base Militaire
fut construite au pied du mont Apica (882 mètres), une des nombreuses stations radar (quelque trente stations) de la ligne Pinetree un projet conjoint entre les États-Unis et le Canada pour détecter les avions ennemis durant la guerre froide avec l’URSS.

## Histoire
La station est construite de 1950 à 1952 et s’appelait 12e escadre AC & W Mont Apica, sous le contrôle de la Force aérienne canadienne opérant dans le Système de Défense des Airs de l'Amérique du Nord. En 1958, la station est intégrée au Commandement de la défense aérospatiale de l'Amérique du Nord (NORAD), elle surveillait un territoire de 300 km de rayon,. La population à la station du mont Apica à cette époque était d’environ trois cents personnes, le tiers étant des civils, et a même pu atteindre cinq cents personnes par moments. Le radar aérien et les bâtiments pour son opération étaient placés au sommet du mont alors que la zone domiciliaire, divisée en deux par la rivière Apica, se retrouvait à la base, près de la route 169. Dans la zone opérationnelle, on retrouvait un site d'enfouissement, le site du radar, le site des communications et le site des stations météorologiques.  
L’opération du radar était à ce moment-là manuelle. Avec la venue des ordinateurs au début des années 1960, le traitement des données a été simplifié, ce qui réduisit considérablement  le nombre de personnes nécessaires au bon fonctionnement de la station. Vers 1967, la station a changé son appellation pour Station des Forces Canadiennes (SFC) Mont Apica.
Au milieu des années 1980, toutes les stations à l’intérieur des terres ont commencé à terminer leurs  opérations. Pour ce qui est du Mont Apica, c’est le 1er août 1990 que prirent fin les opérations avec NORAD, mais la base demeura en opération pour le support du 3e escadron BFC Bagotville. Le centre ferma définitivement en 1993. Depuis la nature a repris possession du village qu’était le Mont Apica. Ce dernier fut intégré en 1986 au territoire non organisé du même nom dans la municipalité régionale de comté de Lac-Saint-Jean-Est.  
Dès 1988, un plan de fermeture et de nettoyage a été mis en place pour démolir les infrastructures ainsi que réhabiliter les sols et les eaux de surface entre la fermeture et 1996. Le 28 mai 2008, l’Agence canadienne d'évaluation environnementale a annoncé que la propriété serait mise aux normes dans le but d'une vente subséquente.

## Informations météorologiques
Il y avait un radar météorologique au Mont-Apica (47° 58′ 40″ N, 71° 25′ 51″ O) sur la base qui servait à la détection des précipitations tant pour la base de Bagotville que pour le Service météorologique du Canada (SMC). À la fermeture du centre, tous les radars ont été transférés au site de Lac Castor (48° 34′ 33″ N, 70° 40′ 04″ O) à 35 km de la BFC Bagotville, au nord de la rivière Saguenay. Le radar météorologique faisait partie du réseau canadien de radars météorologiques mais sous propriété des Forces armées.
En 1999, lors d'une campagne de modernisation du réseau, Lac Castor a été le second radar du réseau à suivre une cure de rajeunissement grâce à la notoriété du Déluge du Saguenay de 1996. À la suite d'un renouvellement du réseau, le site de Lac Castor a été remplacé le 6 février 2023 par un radar moderne de bande S à nouveau au Mont-Apica (CASMA) et sous la responsabilité entière du SMC,. Le 1er juin 2023, le SMC a annoncé que le radar du lac Castor a été définitivement désactivé.
La station météorologique du Mont Apica est l'un des endroits qui a reçu le plus de neige, 80,2 cm, lors de la Tempête de neige du 3 au 5 mars 1971 sur l’est du Canada communément appelée la « Tempête du siècle au Québec ».

## Démographie
| 2001 | 2006 | 2011 | 2016 |
| ---- | ---- | ---- | ---- |
| 0    | 0    | 0    | 0    |